# Vlado Kreslin
Vlado Kresin (1953. november 29.) szlovén folk-rock zenész, dalszerző, költő.

## Életrajza
Kreslin egy muravidéki faluban, Beltinciben született 1953. november 29-én. Zenész karrierjét 1970-ben kezdte dobosként az Apollo zenekarban, játszott a muraszombati Špirit zenekarban (1973), 1975-1978 között pedig a Horizon zenekarban muzsikált.
1980-ban szlovén zenei tehetségkutatót nyert a Dan neskončnih sanj című dallal.
Kreslin egy muravidéki faluban, Beltinciben született 1953. november 29-én. Zenész karrierjét 1970-ben kezdte dobosként az Apollo zenekarban, játszott a muraszombati Špirit zenekarban (1973), 1975-1978 között pedig a Horizon zenekarban muzsikált.1980-ban szlovén zenei tehetségkutatót nyert a Dan neskončnih sanj című dallal. Három évvel később vezető énekese lett a Martin Krpan rockzenekarnak. 
Napjainkban Kreslin az egyik legismertebb, és legelismertebb szlovén muzsikus és dalszerző, jeles képviselője a szlovén nép- és etnikai örökségnek, ezzel előkelő helyet biztosítva magának a szlovén zenei szférában. Ő keltette fel újra a népzene iránti érdeklődést olyan dalokkal, mint például az Vsi so venci vejli.
Kreslin több világhírű zenésszel dolgozott együtt, mint például a szintén szlovén Siddharta, az R.E.M., a The Dubliners, Allan Taylor, Hans Theessink, Vlatko Stefanovski, és a Walkabouts.
A Cankarjev domban rendezett éves nagykoncertje állandó alkalom a Ljubljana kulturális naptárában. Koncertjein repertoárjába igyekszik belecsempészni a szlovén népdalok mellé anyanyelvét a vendet (muravidéki szlovén), valamint bosnyák, szerb, horvát és angol nyelvű dalokat is, hiszen világszerte koncertezik.
Több dala és verse képezi filmek és könyvek alapját, ezek közül legismertebb talán a Namesto koga roža cveti, amelyet Feri Lainšček ugyanezzel a címmel megjelent könyve inspirált, illetve később Halgato címmel film is készült belőle. Kreslin több filmben – Halgato, Salvic Angel (Szláv angyal) – mint színész is feltűnik.
Versei megjelentek a Poetry in Translation and Confortationban, illetve 2012-ben a Guernica Kiadó publikálta a verseskötetét.

## Diszkográfia
- Od višine se zvrti, Martin Krpan, 1986
- Bogovi in ovce, Martin Krpan, 1990
- Namesto koga roža cveti, 1991
- Spominčice, Vlado Kreslin és a Beltinška zenekar, 1992
- Najlepša leta našega življenja, Vlado Kreslin és a  Beltinška zenekar, 1993
- Nekega jutra, ko se zdani, Vlado Kreslin és a  Mali bogovi, 1994
- Pikapolonica, Vlado Kreslin, Mali bogovi és a  Beltinška zenekar, 1996
- Muzika, 1998
- Ptič, 2000
- Kreslinčice, 2002 (dupla CD)
- Generacija, 2003
- Koncert, 2005 (élő CD és DVD)
- Cesta, 2007
- Drevored, 2010